# Castillo de isla

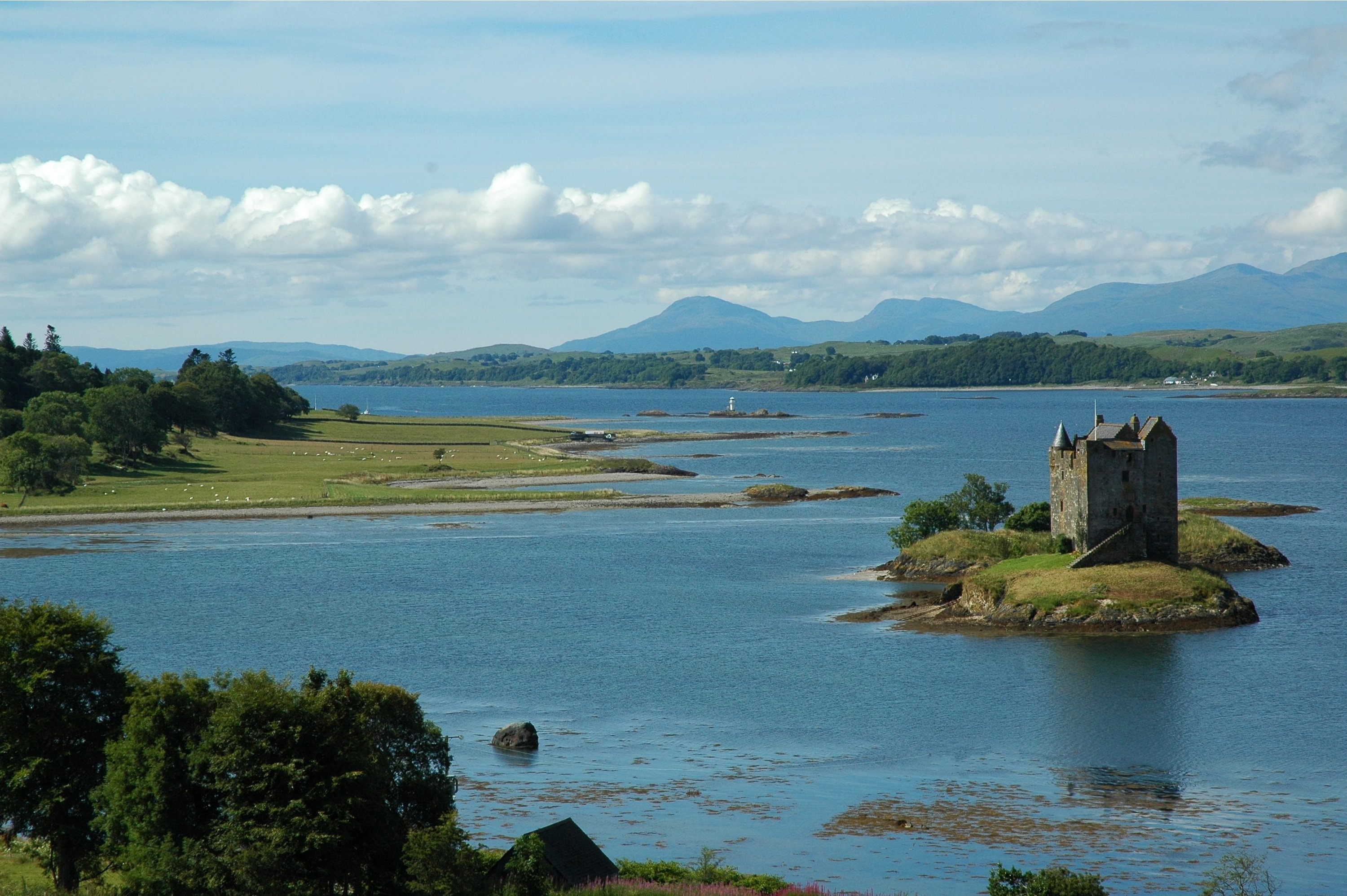
El castillo de Stalker, en Escocia.

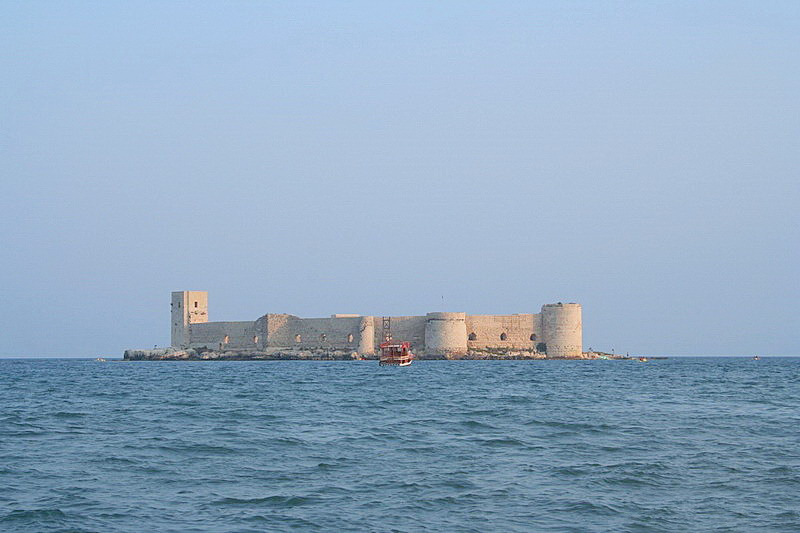
Castillo de Kızkalesi, Turquía.

El castillo de isla (en alemán: Inselburg) es una variedad de castillo de foso. Se distingue por su localización en una isla natural o artificial. Es un castillo de llanura típico.
Ya que la isla sobre la que se edifica el castillo está separada de la costa por al menos dos cuerpos de agua, defensas artificiales como fosos o muros de escudo son usualmente innecesarias. Estos castillos podían, por lo tanto, construirse de manera más económica y sencilla. Los  Inselburg emplazados en islas de lagos eran susceptibles de ser capturados en invierno si existía una capa de hielo lo suficientemente gruesa para soportar a las tropas atacantes, porque en muchas ocasiones no estaban fuertemente fortificados.
Quizá el castillo de isla mejor conocido de Alemania sea el castillo de Pfalzgrafenstein cerca de Kaub. El único castillo de isla gótico de Europa es el castillo de Trakai en Lituania.